# I Don't Wanna Be Me
"I Don't Wanna Be Me" är en låt av det amerikanska goth metal-bandet Type O Negative. Den släpptes 2003 som promosingel från albumet Life Is Killing Me. 
En strof ur låten lyder:
| ” | Please don't dress in black When you're at his wake Don't go there to mourn But to celebrate | „ |

Musikvideon till singeln visar hur skådespelaren Dan Fogler klär ut sig till olika kändisar, bland andra Marilyn Monroe, Michael Jackson, Britney Spears, Eminem och slutligen till sångaren i Type O Negative – Peter Steele. 

## Medverkande
- Peter Steele – sång, basgitarr, gitarr, keyboard
- Kenny Hickey – bakgrundssång, sång ("...A Dish Best Served Coldly", "How Could She?" och "Angry Inch"), gitarr
- Josh Silver – bakgrundssång, keyboard, ljudeffekter, trumprogrammering
- Johnny Kelly – bakgrundssång, trummor, slagverk